# 名犬ラッシー (世界名作劇場)
『名犬ラッシー』（めいけんラッシー）は、1996年1月14日から8月18日まで、フジテレビ系列で毎週日曜19:30 - 20:00（JST）に全25回が放送された、日本アニメーション制作のテレビアニメ。『世界名作劇場』の第22作目に当たる。

## 概要
原作はエリック・ナイトの児童文学『名犬ラッシー 家路（Lassie Come-home）』。原作ではジョンの元へ戻るべく脱走したラッシーの旅がメインだが、本作品では後述の通り打ち切りとなった都合上、アニメオリジナル展開であるラッシーとジョンの生活が大半を占め、番組後期に予定されていたラッシーの旅はわずか2週のみに留まっている。
本放送のED部分には、フジテレビが企画した視聴者からのビデオ投稿「我が家のラッシー大集合」の映像（視聴者が愛犬などを撮影して投稿した）が背景部分にはめ込み合成されて放送されており、日本アニメーションがフジテレビに放送用テープを納品した後に編集されていた。再放送、ビデオ・DVDソフトや、Janime（日本アニメーショングループ）が提供するインターネットテレビでの配信では、全編挿し絵に差し替えられている。
1996年8月で放送は打ち切られ、『世界名作劇場』枠では唯一の打ち切り作品となった。本放送の最終話（第26話）は、1996年8月25日にプロ野球中継（ヤクルト対巨人戦・神宮球場）が雨天中止の場合に限り放送する予定（いわゆる雨傘番組）であったが、晴天で野球中継を放送したため放送されなかった。また第26話は野球中継になる場合を想定し、本筋とは直接の関係のない後日談的な内容として制作されており、ストーリー上では第25話をもって事実上完結を迎えている。初回放送でも第25話の最後に「おわり」のテロップが挿入されており、第26話の次回予告は放送されていない。地上波での再放送時（本放送終了後に開局したさくらんぼテレビでの放送を含む）、それにVHSビデオソフトおよびDVDのそれぞれの最終巻には、未放送となった第26話も放送・収録されている。
世界名作劇場では、次回予告の後にエンディングというフォーマットは本作が最後となった（次作『家なき子レミ』以降は、エンディングの後に次回予告が流れる形となる）。

### ライセンス
『名犬ラッシー 家路（LASSIE）』のアニメーション作品を含んだ映像作品化に関わる権利を1995年時点で米国企業のBroadway Video社が独占的に有していた為、エンディング・クレジットの終盤（フジテレビ・日本アニメーションの製作・著作表記より後）で、「“LASSIE”は、米国・その他地域でBroadway Video社が所有する登録商標である」と書かれた旨の英文が表示され、ビデオパッケージなどでも表記されている。世界名作劇場で唯一権利者のライセンスをテロップで表記された作品でもある。
テレビアニメでは1983年にNHKで放送された「子鹿物語」と同様の手法である。自国作品を原作としたものでも、2002年～2003年にテレビ朝日系で放送された「釣りバカ日誌」も同様の手法だが、こちらはテレビ番組やオリジナルビデオも含んだ全映像作品の独占製作権を有する松竹が製作に協力することで対処された。
「LASSIE」の映像化に関する権利はもともと1940年にニューヨーク市のClassic Media（クラシック・メディア）社が原作者より獲得していたが、テレビドラマ化・映画化の度に他社へ譲渡されていた。日本アニメーションが近年、子会社のJanime.comを通じてインターネットテレビで動画配信を行ったり、公式サイトへ本作品の情報を掲載をする際には、『“LASSIE”はClassic Media社の登録商標である』旨の英文が注記されている。ただし、原作者の相続人がClassic Media社より提訴された著作権譲渡に関わる裁判の控訴審（控訴裁判所）で、相続人が著作権を有する判決が2008年に下されている。

## ストーリー
1930年代の中頃。
イギリス・ヨークシャー州の小さな村、グリノール・ブリッジ村に住む9歳のジョンは、ある日村外れで1匹の仔犬を拾う。ジョンは仔犬を「ラッシー」と名付け、自分の家で飼うことにするが…。

## キャスト
各キャラクターの登場話数は、エンドロールより。

### 主役
ジョン・キャラクロー
声 - 日高奈留美
本作品の主人公。9歳(第23話の時点で11歳)。一人っ子で両親が共働きのため、いつも寂しい思いをしていた所、道端でうずくまっていた子犬のラッシーを拾い、親友のように接しながら育てることになる。
年齢の割にはしっかりした性格で、子供ながらに簡単な料理や洗濯などの家事ができる。素直で親譲りのお節介好きな性格で、困っている人を見つけると放っておけない。また、好奇心旺盛だがまだ子供なため上手く行かないことも多い。グリノール・ブリッジ村の南側にあるグリノールムーアと呼ばれる、城みたいにそびえ立つ岩の塔がお気入りの場所で、時々コリンやサンディと訪れている。
物語の後半で、ウェリントン鉱山から石炭が出なくなり閉山に追い込まれ、オーナーのラドリングとの交渉で閉山を待ってもらう。しかしその条件として大事なラッシーをラドリングに預け、ほどなくして彼がスコットランドの本宅に戻ったことでラッシーと離れ離れとなる。その後絶対に石炭は出るようになると言うサムを信じ、彼や他の鉱夫と共に石炭が出るまで掘り続ける。
ラッシー
声 - 山崎たくみ （子犬時代 - 田中真弓）
コリー犬。ジョンの一番の親友。金色と白色の体毛をしている。生まれて間もない頃にボートに偶然乗って川の上流から流れ着き、グリノール・ブリッジの草原で弱っていたところをジョンに助けられる。一日の主な行動パターンは、毎朝ジョンの登校に付添った後、フィリップの羊飼い仕事を手伝うなどして午前中を過ごし、学校が終わる15時10分前になると、家を出てジョンを迎えに行く。とても優秀な犬で、簡単な人の言葉なら分かるようで、様々な場面でジョンや身近な人のピンチを救うことがある。普段は穏やかで人懐こい性格だが、敵と見なした相手には唸り声をあげることもある。
その後諸事情によりラドリングのスコットランドの本宅に連れて行かれ、400マイル(約640km)以上離れたグリノール・ブリッジ村のジョンの家に帰ろうとする。

### 友達
コリン・ジョーンズ
声 - 田中真弓
ジョンの親友。学校ではジョンと同じクラスで、彼の右隣の席に座っている。病弱で内気で人見知りな性格で、身体もひ弱な少年。趣味は読書で様々なジャンルの本を読んでおり、物知りである。対して運動や工作などは苦手で泳げない家は村にたった1軒しかない雑貨屋で、郵便も扱う。店番をしたり、郵便配達をしたりと店の手伝いでいつも大変。弟がいる。その後学校の遠足に行く途中に出会ったクリスに片思いする。
サンディ・モナハン
声 - 松倉羽鶴
ジョンの友達。学校ではジョンと同じクラスで、ジョンの後ろの席に座っている。いつも元気で明るく話すことが好きな女の子だが、強気な性格で少々騒がしいことからジョンやコリンに世話を焼かせることが多い。自宅から学校までの距離が少し遠いため、登下校のほか外出時は大抵、自転車に乗っている。
家が牧場を経営しており、乳牛のムーとその子牛のベビー・ムーを可愛がっている。このため乳搾りが得意で、シフォンケーキなどのお菓子作りも得意。その後ウィリントン鉱の新たな石炭発掘調査では、ジョンや鉱夫たちの休憩時に手作りのクッキーやパイなどで元気づける。
プリシラ・ラドリング
声 - 國府田マリ子
鉱山のオーナーであるラドリング公爵の孫娘で、公爵が一族の中で唯一一目置く人物でもある。年は、第10話の時点で11歳か12歳。第9話でラドリングと共にグリノール・ブリッジ村の別宅に訪れ、数日間滞在する。お嬢様だがツンとした所はなく、ジョンたちにもフレンドリーに接する。少々お転婆だが、芯のある性格で度胸や行動力もあり、気難しいラドリングにも臆することなく自分の意見を伝える。現在は公爵家の暮らしに少々堅苦しく感じている。動物好きで、趣味は愛馬である白馬・ビューティーとの乗馬。
村に来た直後にラッシーに興味を持ったことがきっかけでジョン達と友達になる。母親については不明だが、父親は現在インドで暮らしている。村ではサンディとケーキ作りを経験したり、コリンたちとグリノールムーアに行くなど交流を深める。数日後ラドリングの知人である貴族の葬儀に参列するため、スコットランドの本宅にラドリングと共に戻る。その後祖父により囚われの身となったラッシーを檻から解放する。以後ジョンと手紙でやり取りをしてラッシーの状況を伝える。

### ジョンの家族
サム・キャラクロー
声 - 野島昭生
ジョンの父。仕事は炭鉱会社(ウェリントン鉱)の事務長。鉱夫達からの信頼は厚いが、早朝から出勤するので、ジョンと接する機会は少ない。基本的には事務職担当だが、地下の炭坑現場で何か問題が起きた時は、様子を見に現場に降りたり炭鉱夫の作業を手伝うこともある。その後鉱山が閉山危機を迎え、炭鉱夫たちがこれまで通り働けるようラドリングに交渉するなど色々と奮闘する。
学校(詳細は不明)卒業後にグリノール・ブリッジ村で暮らし始めて約15年になる。お人好しだがとても優しい性格で世話好き。
メリッサ・キャラクロー
声 - 吉田理保子
ジョンの母。ホッパー先生の診療所に務める看護師兼業主婦。村に1人しかいない看護師ということもあり、ホッパーと共に村人が病気になった際に各家庭訪問看護も行うなど多忙である。責任感が強く仕事熱心な性格で、患者の状態によっては徹夜することもある。
しっかり者で患者に寄り添う思いやりのある人柄も相まって、ホッパー医師や多くの患者たちから頼りにされている。ただし、頑張りすぎて自ら風邪で寝込んでしまい、ジョンたちを心配させることもある。ジョンに生き物を飼うことの大変さや人を信じることの大切さなど色々と教える。

#### コリンやサンディの家族
リチャード・ジョーンズ
声 - 牛山茂
コリンの父。食料雑貨屋の店主。妻と2人の息子と暮らしている。第12話のローリーの荷馬車のボヤ騒ぎでは、危うく店に燃え移りそうになったライスに責められるローリーをかばおう。フォレストの息子のアルバートとは友人らしく、長年彼と親しくしている。第21話では、フォレストになかなか会ってもらえないアルバートの相談に乗る。
フィリップ・モナハン
声 - 丸山詠二
サンディとビリーの祖父。羊飼いをしながら空いた時間に畑で農作物を育てており、村でたまに開かれる青空市場で野菜などを売って生活費の足しにしている。ビンゴと名付けた老いた牧羊犬を飼っている。
サンディとビリーの両親
声 - 父・リチャード・モナハン(田中亮一)、母・アニー・モナハン(さとうあい)
リチャードは自宅で家畜として乳牛や数十匹の羊を飼い、牛の乳を村人たちに売っている。ある日乳牛のムーが乳を出さなくなリチャードがムーを売ると言い出したため、アニーはムーを可愛がっているサンディのことを心配する。
ビリー・モナハン
声 - 阪口大助
サンディの兄。妹と同じく牧場を手伝う他。フィリップの羊飼いの仕事を手伝いや、村の沼でザリガニなどを獲って市場で売るなどしている。第2話でビンゴがいなくなったため、サンディと一緒に探す。

### プリシラの祖父と屋敷で働く人たち
ラドリング公爵
声 - 寺島幹夫
プリシラの祖父。サム達が働くウェリントン鉱の持ち主兼軍人。ウェリントン鉱以外にもいくつかの会社を所有している。第9話で炭鉱夫たちの仕事ぶりを見るため、スコットランドからグリノール・ブリッジ村に訪れ、しばらく滞在する。とても厳格な性格で、現在はプリシラに対して公爵家の者としての立ち振る舞いや貴族社会との関わりについて教えている所。犬好きで、本人によると“犬コレクター”としてスコットランドではそこそこ知られた存在とのこと。
その後スコットランドの本宅に戻ったが、しばらくして鉱山から石炭が出にくくなったと聞いて再び駆けつける。ウェリントン鉱山に見切りをつけようとするが、ジョンから「鉱山から石炭はまだ出る！」と主張されたため、閉山を延期する代わりにラッシーを賭けてジョンと勝負に出る。
ハインズ
声 - 平野正人
ラドリング家の馬の世話係。プリシラの愛馬・ビューティーの世話のほか庭掃除など主に外での雑務もこなしている。雇い主であるラドリングや孫のプリシラには媚びへつらい、彼女が勝手に敷地内を出ると彼から責任を問われることがあることから、彼女の行動を気にかけている。かなり性悪で性格に裏表の差が激しく、ラドリングやプリシラがそばにいない時は口が悪く、ジョンたち庶民に対してはあからさまに見下すように接する。その後ラドリングがラッシーを預かってからは、ラッシーの見張り番を任される。
コック長
声 - 塩屋浩三
ラドリング家で働く料理長。プリシラたちと共にグリノール・ブリッジ村に滞在中、彼女から「アプリコットジャムが欲しい」と頼まれ、屋敷になかったためコリンの店に訪れる。その直後屋敷からプリシラがいなくなり、彼女の行き先を知ってそうなコリンに話を聞こうとするが、彼に怖がられて逃げられたため追いかけっこになる。
メイド
声 - 中村尚子
ラドリングやプリシラの食事の配膳など屋敷内の雑務をこなしている。その後ラッシーが旅を終えて村に戻ってきた頃、パーティに出席するジョンとラッシーに着付けと髪のセットを担当する。

### フォレストとその家族
フォレスト
声 - 津田延代
キャラクロー家の近所のアパート上階で一人暮らしをする老婆。朝早くから自室の窓越しに眼下の通りを見ている。また、通りを行き来するジョンたち住人によく話しかけているため、彼らの暮らしぶりや村の出来事も全て知っている。趣味は手芸。頑固な性格で基本的にぶっきら棒な話し方だが、人生の先輩としてジョンたちに色々と助言する。夫・ジョージは炭鉱夫として働いていたが、何年も前に亡くなっている。
アルバート
声 - 福田信昭
フォレストの息子。グリノール・ブリッジ村から離れた都会で妻子と共に暮らしている。20年ほど前に両親と大喧嘩して家を飛び出した後、これまでフォレストに連絡一つしてこなかった。過去に船乗りとして色々な国に訪れては苦労を重ねたが、現在は貿易の仕事をしてそこそこ余裕のある暮らしをしている。作中でこれまでのことを反省し、高齢で一人暮らしを続けるフォレストを心配してグリノール・ブリッジ村に訪れ、同居話を持ちかける。
ロイ
声 - 安達忍
アルバートの息子。フォレストの孫。年はジョンと同じくらい。自宅からフォレストに会いに一人でグリノール・ブリッジ村に向かい、村近くでジョンと出会う。以前アルバートからもらった金貨のペンダントを大切にしている。

### 鉱山の仕事関係者
ドーハン
声 - 山下啓介
ウェリントン鉱の雇われ所長。第9話でラドリングがスコットランドからわざわざ視察に来ると知り、慌ててサムに伝える。気が小さく体裁ばかり気にするタイプで、サムに相談しに来ることもあるが、炭鉱にはあまり顔を出さない。また、そそっかしくて勘違いも多いことから、鉱夫からの信頼も薄い模様。亡くなった祖父の形見である金時計を大事にしている。その後鉱山の閉山危機では、今後を案じて落ち着きなく右往左往する。
エルロイ
声 - 山崎たくみ
物語前半で新しく炭鉱の事務に配属された若者。サムの後輩社員となる。自信家な性格で、普段からサムや炭鉱夫たちにも少々突っかかるような物言いをしている。しかし、働き始めて間もなく給料の計算を間違えた後、炭鉱夫に言われてミスしたことと知らぬ間にサムがフォローしていたことに気づいてサムに謝りに来る。
バーンセン
声 - 石森達幸
ウェリントン炭鉱の立坑櫓（たてこうやぐら）の補修係。元は炭坑で使う汽車の運転手として働いていた。「酒はワシの潤滑油」と称するほど酒が大好物で、時には酔っ払ったまま仕事をすることもある。ある日嵐になり、古くて巨大な立坑櫓が強風で倒れる恐れが出たため、ヘンリーに相談する。モナハンが飼う乳牛のムーがいなくなった時は、村はずれにいたところ牛の鳴き声を聞いたことからモナハンをその場所に案内する。
教授
声 - 岸野幸正
地質学を専門とする熟年の大学教授。ウェリントン炭坑から採掘される石炭の量が減ってきたため、ラドリングからの依頼を受けて調査にやって来る。頭でっかちで気位が高い人物で、自身の判断ミスを避けるため石炭について今後も出るかどうかはっきり言わずに曖昧な返答をする。

### ウェリントンの炭鉱夫たち
ヘンリー
声 - 稲葉実
炭鉱夫の中ではリーダー的存在。緑の服を着ている。40年以上のベテランだが、時にはサムの所へ炭鉱について相談に行くこともある。
ベア
声 - 河津泰彦
焦げ茶色の上着を着ている背の高い男。ある日炭鉱に視察のためやって来たラドリングのために、わざわざ作業を止めて炭鉱夫全員で整列して出迎えることになり呆れる。その後鉱山の閉山危機では、新たな石炭発掘に期待して積極的に調査に当たる。
ハミルトン
声 - 島田敏
第16話では、生まれて間もない娘が熱を出したため、ホッパーに診察してもらう。第22話では、サムと共に鉱山の奥に入り、新たに石炭が出る場所がないか調査する。その後鉱山が閉鎖の危機に瀕した時に引っ越してしまう。
エド
声 - 新田三士郎
第1話で仲間たちと地下での仕事中、サムからハミルトンに赤ん坊が生まれたと聞いてケビンと酒盛りする。
ケビン
声 - 長嶝高士
地下でケビンと酒盛りして中々地上に戻らなかったため、サムから心配される。
ブロック
声 - 田中和実
新入りの炭鉱夫。以前別の山の炭坑で働いており、第4話で炭坑の壁から水が出るトラブルが起きたのを適切に処置する。
アイアン・コッパー
声 - 大塚明夫
一文無しの風来坊。ヨークシャー生まれの28歳。以前から職探しをしながら村々を渡り歩いてきた。グリノール・ブリッジ村はずれの草原で行き倒れていた所、サムに助けられたことが縁でウェリントンの炭鉱夫となる。サムの図らいにより、事務所そばの小屋で寝起きさせてもらうようになる。大柄でかなりの力持ちで、一度に3台のトロッコを押すことができる。その性格は体格とは正反対で、声が小さく気は優しい。

### ホッパー医師や患者
ホッパー先生
声 - 佐藤正治
鉱山付属の診療所の医者。診療所は村に1つしかないため炭鉱夫などの診察の他、病気や怪我をした村人のためにメリッサと共に訪問診療を行っている。趣味は魚釣りで、時々自らの英気を養うのも兼ねて昼休みや休診時によく川釣りに出かけている。第16話で川釣りに行った際、橋の崩落事故に巻き込まれる。第20話では流行り風邪により、いつも以上に慌ただしく村人たちの往診に追われる。
モートン
声 - 村松康雄
以前から“贅沢病”を患っており、ホッパーの診療を受けている。歩行時は、杖をついている。息子がいる。
ガーベイ
声 - 茶風林
風邪をひいたおじいさん。また、以前からリウマチを患っており、メリッサに時々薬を持ってきてもらっている。第20話で自身と同じくメリッサも流行り風邪にかかったため、ジョンが代わりに風邪薬を届けに自宅にやって来る。かなり気難しい性格で、ジョンに色々と指図して面倒をかける。

### ジョンの学校関係者
ロバート・カリー
声 - 島田敏
ジョンやサンディやコリンが通う学校の担任教師。教育熱心でジョンたちにも厳しいが情も持ち合わせており、生真面目で実直な性格。学校ではジョンたちが少しでも勉強などを怠けるとヒステリックに注意しているが、カリー本人も私生活では色々とだらしない所がある。詩が好きで、メアリーの前で好きな詩を暗唱することもある。メアリーと付き合っており、後にメアリーと結婚することになる。
スピナー
声 - 佐藤智恵
ジョンと同じクラスの生徒。冬の日の授業中に廊下にかけておいた茶色いマフラーを何者かに盗まれる。その後、炭坑夫として働く父の都合により引っ越し話が持ち上がる。
ウィリアム
声 - 水原リン
ジョンと同じクラスの生徒。大柄な体型をしておりガキ大将的な存在。ある日学校でスピナーのマフラーが盗まれる騒動が起き、直後に廊下に現れたラッシーをマフラー泥棒の犯人と疑い、捕まえようとする。
パトリック
声 - 嶋方淳子
ジョンと同じクラスの生徒。アイアンの金塊強盗犯の噂を聞いた後、ジョンたちに“アイアンは他人の金時計も盗んだらしい”という噂を伝える。
マリーナ
声 - 野田順子
ジョンと同じクラスの生徒。アイアンが金塊強盗犯に疑われた頃、親から「危ないから彼のそばに行かないように」と言われたことをジョンに伝える。

### グリノール・ブリッジ村の住人
おかみさん
声 - 津賀有子
メリッサと親しくしている近所のおばさん。メリッサがハミルトン夫人の出産に携わっている最中、ハミルトン家にやってきたジョンに応対する。
ライス
声 - 平尾仁彰
パン屋のおじさん。パンを作って販売しており、娘のメアリーにはいつもお客様を大事にするよう言っている。ただし本人は気が短い性格でよそ者が嫌いで、ある日村にやってきた移動販売の金物屋のローリーが荷馬車でボヤ騒ぎを起こした時は、激しく責任を追及している。しかし後日、モナハンが村人を集めて「牛泥棒にムーが盗まれた」と騒ぎ出した時は、「証拠もないのに人を泥棒呼ばわりするの良くない」とたしなめている。
メアリー
声 - 野田順子
ライスの娘。カリーの恋人。ジョン曰く「村一番の美人だが、作るパンの味は並」とのこと。気立てが良く料理上手。ライスと共にパン屋で働いており、ある日移動販売の金物屋のローリーに頼まれてパンを買いに来たジョンに応対する。ローリーの荷馬車のボヤ騒ぎでは、父が彼に失礼なことを言ったため止めようとする。その後恋人・カリーとの結婚を前に、彼の気持ちを確かめようとしてジョンたちをヒヤヒヤさせる。
ネルソン
声 - 中嶋聡彦
肉屋の主人。店の前の通りはジョンの通学路になっており、毎日の下校時に彼にラッシーが食べるための肉を渡している。「ラッシーの毛並みが良いのは、ヨークシャーの冷たい風が当たるからだ」と考えている。
ケイト
声 - 水原リン
肉屋のおかみさん。ネルソンの妻。ラッシーがジョンを迎えに行くため、毎日午後2時55分ちょうどに店の前を通って学校に向かうことを感心している。
ハミルトン夫人
声 - 吉田美保
ハミルトンの妻で、第1話で出産間近の状態。陣痛が始まったあとホッパーとメリッサに世話を受けながら、一晩かかって娘を出産する。
エルロイ夫人
声 - 深水由美
エルロイと夜の青空市場のオープンテラスで食事をしていた所、彼が顔見知りの男性からお礼を言われたため、「あなた人気あるのね」と言う。

### 村の訪問者やその他主な人
グッドマン
声 - 辻親八
グリノール・ブリッジ村を流れる川を上った所にある、水門を管理している老人。ラッシーの元飼い主。口は悪いが、根は良い人。物語の前半でジョンがラッシーを元の飼い主であるグッドマンに返そうと小屋に訪れた所、ジョンの方が飼い主にふさわしいと思ったことからラッシーを譲る。
行商人
声 - 茶風林
他の地域から、グリノール・ブリッジ村の広場で開かれる青空市場の日にブローチやネックレスなどの装飾品を売りに来る。その夜店を閉めようとしていた所、売上金の入った財布がスリに遭う。
ウォルマン
声 - 塩屋浩三
汽車の運転手。ある日線路沿いで出会ったジョンから途中まで乗せるよう言われて断るが、知らぬ間に彼が汽車の後部に乗っていることに気づいて注意する。
ローリー
声 - 掛川裕彦
移動販売の金物屋兼大道芸人。一人称は「おいら」で陽気な性格。これまで芸達者な灰色の小犬・トゥーツ、馬車馬のベスとイギリス中の小さな村や町を渡り歩いてきた。各街の広場で大道芸を披露して集まった人から拍手喝采を浴び、金物を売って生計を立てている。ライスの店そばで野宿した所、寝ている間に荷馬車がボヤ騒ぎになる。
ブルック警部
声 - 広瀬正志
勤続生活15年になる刑事。大男・アイアンがグリノール・ブリッジ村に来た数日後、ウォルターと共にスコットランドヤードから車で訪れる。その数日前にロンドンで起きた金塊強盗事件をアイアンの犯行と疑い、彼を捕まえて手柄を立てようとする。犯人逮捕のためには少々汚い手も使い、村人たちの不安を煽ってアイアンを村から追い出そうとする。
ウォルター部下
声 - 柴本浩行
若手刑事で、ブルックの部下。アイアンの聞き込み捜査にあたったり、彼の見張り役を務める。現在は、ブルックから刑事としての行動や考え方を色々と教わっている最中だが、徐々に少々強引な捜査方法を取るブルックのやり方に疑問を持つ。
カリー父
声 - 麻生智久
妻とグリノール・ブリッジ村から離れた街で暮らしている。カリーとメアリーの結婚式に参列しに村にやって来るが、花嫁の姿が見えないことを心配して息子に尋ねる。
ベンジャミン
声 - 西村知道
サーカス団の団長。団員や動物たちと共に各地を訪れながら、公演を行っている。グリノール・ブリッジ村での公演を見に来たジョンたち観客の前で、ゾウのロザリンドに玉乗りの芸をさせる。お客さんの前では愛想がいいが、稽古中は以前からロザリンドが芸をミスするたびにムチを使って脅したり、食事抜きの罰を与えている。
セーラ（平松晶子）、デニス（江川央生）、アントニオ（室園丈裕）
ベンジャミンのサーカス団に所属する団員たち。ロザリンドに辛く当たる団長のやり方を快く思っておらず、ゾウを心配する。皆が寝ている間にロザリンドが檻から逃げ出し、グリノール・ブリッジ村に向かったと思い村内を探し回る。
クリス
声 - 西村ちなみ
コリンより少し年上の女の子。オーストラリアまで船で引っ越しする予定で、その港に向かうための別の船に乗った所、遠足でスカル岬に行く途中のコリンとラッシーと出会い親しくなる。母親を亡くしたばかりで、スカル岬の離れ小島は両親との思い出の場所。船を降りた後コリンとラッシーを誘い、小島でちょっとした冒険をする。

### 終盤（ラッシーの旅）に登場する人たち
ジョーディー
声 - 中島聡彦
スコットランドにあるラドリング公爵家の本宅から逃げ出したコリー犬(ラッシー)を見つけ、連れ戻せば褒美がもらえると思いラッシーを捕まえようとする。
ウィーリー
声 - 宮野隆矢
家の外でジョーディーとトランプゲームをしていた所、ラッシーを見つけたジョーディーとゲームを中止してラッシーを捕まえようとする。
マクベイン
声 - 掛川裕彦
船乗りらしき人。顔なじみの画家がスコットランドのとある湖のほとりで絵を描いているのを見つけて声をかける。その直後、崖の上にいたラッシーが湖に入って対岸に向かって泳ぎだすのを画家と共に見て色々と推測する。
マクベインの顔なじみの画家
目の前にある湖の崖の上から対岸を見つめるラッシーを見つけ、その姿を絵に描く。その時ラッシーを描いた絵は、数日後プリシラを通じてジョンの家に届けられる。
ドネル
声 - 山崎たくみ
とある街の料理屋のコック。営業終わる頃、店の前の道をお腹をすかせたラッシーを見つけ、残り物のソーセージをあげる。翌日の新聞で「コリー犬を探しています。見かけた方は連絡下さい」との広告を見て、プリシラに電話をかける。
老夫婦
声 - ダン（山野史人）、ダリー（鈴木れい子）
息子がいるがベルギーに戦争に行ったままの状態で、寂しい夫婦生活を送っている。ある夜家の裏で、左脚に怪我をした状態のラッシーを見つけて保護する。傷の手当をした後、犬の名前が分からないため独自に“ハーセルフ”と名付けて数日間世話をしてあげる。
マクニース
声 - 塩屋浩三
新聞記者。ラッシーがスコットランドから約600マイルもの距離を走ってジョンの自宅まで戻ってきたことを新聞に取り上げる。後日新聞の売上部数をさらに伸ばすため、ラドリングにジョンとラッシーを主役にしたパーティーを開くことを勧め、過剰に感動的な演出を考えて記事にしようとする。

## スタッフ
- 製作 - 本橋浩一
- 企画 - 清水賢治（フジテレビ）、佐藤昭司
- 製作管理 - 本橋寿一
- キャラクターデザイン - 森川聡子
- 美術監督 - 森元茂
- 美術設定 - 伊藤主計
- 色彩設計 - 小山明子
- 撮影監督 - 森下成一
- 音響監督 - 藤野貞義
- 音楽 - 笹路正徳
- プロデューサー - 鈴木専哉（フジテレビ）、余語昭夫
- 監督 - 片渕須直
- 制作 - フジテレビ、日本アニメーション

## 主題歌

### オープニングテーマ
「終らない物語」
作詞 - とみたきょうこ / 作曲 - 桐生千弘 / 編曲 - 笹路正徳 / 歌 - 森岡純

### エンディングテーマ
「少年の丘」
作詞 - 森雪之丞 / 作曲 - 桐生千弘 / 編曲 - 笹路正徳 / 歌 - 森岡純

## 各話リスト
| 話数 | 放送日         | サブタイトル                  | 脚本     | 絵コンテ         | 演出              | 作画監督        |
| ---- | -------------- | ----------------------------- | -------- | ---------------- | ----------------- | --------------- |
| 1    | 1996年 1月14日 | ひとりじゃない                | 松井亜弥 | 片渕須直         | 片渕須直          | 井上鋭          |
| 2    | 1月21日        | 大さわぎの留守番              | 松井亜弥 | 片渕須直         | 片渕須直          | 佐藤好春        |
| 3    | 1月28日        | さよならラッシー              | 松井亜弥 | 片渕須直         | 片渕須直          | 大城勝          |
| 4    | 2月4日         | 父さんの給料日                | 松井亜弥 | 片渕須直 青山弘  | 片渕須直          | 井上鋭          |
| 5    | 2月11日        | ごちそう求めて6マイル         | 松井亜弥 | ワタナベシンイチ | 片渕須直          | 佐藤好春        |
| 6    | 2月18日        | 嵐の中をかけぬけろ            | 松井亜弥 | 小林孝志         | 片渕須直          | 大城勝          |
| 7    | 2月25日        | マフラー泥棒を捕まえろ        | 三井秀樹 | 片渕須直         | 片渕須直          | 井上鋭          |
| 8    | 3月3日         | ラッシーなんか大嫌い          | 松井亜弥 | 片渕須直         | 片渕須直 藤本次朗 | 佐藤好春        |
| 9    | 3月10日        | 空から来たおてんばお嬢様      | 松井亜弥 | 片渕須直         | 片渕須直 藤本次朗 | 大城勝          |
| 10   | 3月17日        | はじめてのケーキ作り          | 三井秀樹 | 寺東克己         | 片渕須直 藤本次朗 | 井上鋭          |
| 11   | 4月21日        | プリシラ・最後のわがまま      | 松井亜弥 | 藤森一真         | 藤本次朗          | 佐藤好春        |
| 12   | 4月28日        | 火事をおこしたのは誰だ        | 松井亜弥 | 寺東克己         | 片渕須直          | 大城勝          |
| 13   | 5月5日         | サンディは牛どろぼう?         | 松井亜弥 | 片渕須直         | 中西伸彰          | 井上鋭          |
| 14   | 5月12日        | 怪しい大男を追跡しろ!         | 松井亜弥 | 寺東克己         | 中西伸彰          | 大城勝          |
| 15   | 5月19日        | アイアンの無実をはらせ!       | 松井亜弥 | 寺東克己         | 藤本次朗          | 井上鋭          |
| 16   | 6月2日         | 急げ! ホッパー先生を助けろ    | 三井秀樹 | 神谷純           | 藤本次朗          | 佐藤好春        |
| 17   | 6月9日         | カリー先生の結婚              | 松井亜弥 | 飯島正勝         | 西田健一          | 大城勝          |
| 18   | 6月16日        | 大騒動! サーカスの象が逃げた  | 三井秀樹 | 寺東克己         | 藤本次朗          | 森中正春        |
| 19   | 6月23日        | コリンの初恋とたからもの      | 松井亜弥 | 中西伸彰         | 中西伸彰          | 井上鋭          |
| 20   | 6月30日        | 大変だ! 母さんが倒れた        | 三井秀樹 | 飯島正勝         | 藤本次朗          | 大城勝          |
| 21   | 7月7日         | おばあちゃんに会いたい        | 松井亜弥 | 片渕須直         | 中西伸彰          | 井上鋭          |
| 22   | 7月28日        | ジョンの決意・鉱山を救え!     | 松井亜弥 | 紅優             | 吉田健次郎        | 森中正春        |
| 23   | 8月4日         | 頑張れジョン・ラッシーを守れ! | 松井亜弥 | 片渕須直         | 藤本次朗          | 井上鋭          |
| 24   | 8月11日        | 消息不明・ラッシーを探せ!     | 松井亜弥 | 片渕須直         | 中西伸彰          | 平松禎史        |
| 25   | 8月18日        | お帰りラッシー                | 松井亜弥 | 紅優             | 片渕須直          | 井上鋭 森川聡子 |
| 26   | （未放送）     | 夢に向かって走れ!             | 松井亜弥 | 片渕須直         | 片渕須直          | 森中正春        |

3月24、31日、4月7、14日、5月26日、7月14、21日は休止。

## 放送局
※放送日時・系列は本番組終了直前時（1996年6月）のもの。
| 放送地域       | 放送局             | 放送日時           | 放送系列                                     | 備考                |
| -------------- | ------------------ | ------------------ | -------------------------------------------- | ------------------- |
| 関東広域圏     | フジテレビ         | 日曜 19:30 - 20:00 | フジテレビ系列                               | 制作局              |
| 北海道         | 北海道文化放送     | 日曜 19:30 - 20:00 | フジテレビ系列                               |                     |
| 岩手県         | 岩手めんこいテレビ | 日曜 19:30 - 20:00 | フジテレビ系列                               |                     |
| 秋田県         | 秋田テレビ         | 日曜 19:30 - 20:00 | フジテレビ系列                               |                     |
| 宮城県         | 仙台放送           | 日曜 19:30 - 20:00 | フジテレビ系列                               |                     |
| 福島県         | 福島テレビ         | 日曜 19:30 - 20:00 | フジテレビ系列                               |                     |
| 新潟県         | 新潟総合テレビ     | 日曜 19:30 - 20:00 | フジテレビ系列                               | [ 注 10 ]           |
| 長野県         | 長野放送           | 日曜 19:30 - 20:00 | フジテレビ系列                               |                     |
| 静岡県         | テレビ静岡         | 日曜 19:30 - 20:00 | フジテレビ系列                               |                     |
| 富山県         | 富山テレビ         | 日曜 19:30 - 20:00 | フジテレビ系列                               |                     |
| 石川県         | 石川テレビ         | 日曜 19:30 - 20:00 | フジテレビ系列                               |                     |
| 福井県         | 福井テレビ         | 日曜 19:30 - 20:00 | フジテレビ系列                               |                     |
| 中京広域圏     | 東海テレビ         | 日曜 19:30 - 20:00 | フジテレビ系列                               |                     |
| 近畿広域圏     | 関西テレビ         | 日曜 19:30 - 20:00 | フジテレビ系列                               |                     |
| 島根県・鳥取県 | 山陰中央テレビ     | 日曜 19:30 - 20:00 | フジテレビ系列                               |                     |
| 岡山県・香川県 | 岡山放送           | 日曜 19:30 - 20:00 | フジテレビ系列                               |                     |
| 広島県         | テレビ新広島       | 日曜 19:30 - 20:00 | フジテレビ系列                               |                     |
| 愛媛県         | 愛媛放送           | 日曜 19:30 - 20:00 | フジテレビ系列                               | [ 注 11 ]           |
| 福岡県         | テレビ西日本       | 日曜 19:30 - 20:00 | フジテレビ系列                               |                     |
| 佐賀県         | サガテレビ         | 日曜 19:30 - 20:00 | フジテレビ系列                               |                     |
| 長崎県         | テレビ長崎         | 日曜 19:30 - 20:00 | フジテレビ系列                               |                     |
| 熊本県         | テレビ熊本         | 日曜 19:30 - 20:00 | フジテレビ系列                               |                     |
| 鹿児島県       | 鹿児島テレビ       | 日曜 19:30 - 20:00 | フジテレビ系列                               |                     |
| 沖縄県         | 沖縄テレビ         | 日曜 19:30 - 20:00 | フジテレビ系列                               |                     |
| 山梨県         | 山梨放送           | 水曜 16:30 - 17:00 | 日本テレビ系列                               | [ 注 12 ]           |
| 大分県         | テレビ大分         | 木曜 16:00 - 16:30 | 日本テレビ系列 フジテレビ系列                | [ 注 13 ] [ 注 14 ] |
| 宮崎県         | テレビ宮崎         | 日曜 18:00 - 18:30 | フジテレビ系列 日本テレビ系列 テレビ朝日系列 | [ 注 13 ]           |

## メディア
- 名犬ラッシー オリジナルサウンドトラック Vol.1（BGM集）

## 映像ソフト化
テレビシリーズのDVDは2002年9月25日から11月25日にかけて、全6巻が発売された。各月ごとに2巻ずつ同時発売という形式は前作までと同様である。